# 24p
비디오 기술에서 24p는 초당 24프레임으로 동작(일반적으로 NTSC 프레임 레이트 기반 장비에서 23.976프레임/초로 동작하지만 많은 경우에서 현재는 24.000으로 동작)하는 비디오 포맷이다. 처음에 24p는 필름 물질의 비선형 편집에서 사용되었다. 오늘날 24p 포맷은 영화같은 움직임의 특징을 전달하기 위해 이미지 취득 시의 미적인 이유로 사용이 증대되고 있다.

## 같이 보기
- 프레임 레이트
- 텔레시네
- 필르마이징
- 필르마이징
- 순차 주사 방식